# Manassas (album)
| Recensione | Giudizio |
| ---------- | -------- |
| AllMusic   |          |

Manassas è l'album d'esordio del supergruppo Manassas, (sebbene inizialmente firmato a nome Stephen Stills / Manassas), pubblicato dalla Atlantic Records nell'aprile del 1972.

## Tracce
Lato A
The Raven
1. Song of Love – 3:28 (Stephen Stills)
2. Rock & Roll Crazies / Cuban Bluegrass – 3:34 (Stephen Stills, Dallas Taylor / Stephen Stills, Joe Lala)
3. Jet Set (Sigh) – 4:25 (Stephen Stills)
4. Anyway – 3:21 (Stephen Stills)
5. Both of Us (Bound to Lose) – 3:00 (Chris Hillman, Stephen Stills)

Durata totale: 17:48
Lato B
The Wilderness
1. Fallen Eagle – 2:05 (Stephen Stills)
2. Jesus Gave Love Away for Free – 3:00 (Stephen Stills)
3. Colorado – 2:53 (Stephen Stills)
4. So Begins the Task – 4:00 (Stephen Stills)
5. Hide It so Deep – 2:46 (Stephen Stills)
6. Don't Look at My Shadow – 2:31 (Stephen Stills)

Durata totale: 17:15
Lato C
Consider
1. It Doesn't Matter – 2:30 (Chris Hillman, Stephen Stills)
2. Johnny's Garden – 2:46 (Stephen Stills)
3. Bound to Fall – 1:54 (Michael Brewer)
4. How Far – 2:52 (Stephen Stills)
5. Move Around – 4:17 (Stephen Stills)
6. The Love Gangster – 2:52 (Stephen Stills, Bill Wyman)

Durata totale: 17:11
Lato D
Rock & Roll Is Here to Stay
1. What to Do – 4:44 (Stephen Stills)
2. Right Now – 3:00 (Stephen Stills)
3. The Treasure (Take One) – 8:09 (Stephen Stills)
4. Blues Man – 4:05 (Stephen Stills)

Durata totale: 19:58

## Musicisti
Lato A e Lato B
- Stephen Stills - voce, chitarre, pianoforte, organo, pianoforte elettrico, clavinet
- Chris Hillman - voce, chitarre, mandolino
- Al Perkins - voce, chitarre, chitarra pedal steel
- Sydney George - armonica
- Paul Harris - pianoforte, organo, pianoforte elettrico, clavinet
- Jerry Aiello - pianoforte, organo, pianoforte elettrico, clavinet
- Byron Berline - violino
- Calvin Samuel - basso
- Bill Wyman - basso
- Roger Bush - basso acustico
- Dallas Taylor - batteria
- Joe Lala - voce, percussioni, congas, timbales

Lato C e Lato D
- Stephen Stills - voce, chitarre, chitarra bottleneck, chitarra acustica, sintetizzatore moog
- Chris Hillman - voce, chitarre
- Al Perkins - voce, chitarre, chitarra steel
- Paul Harris - organo, pianoforte tack, pianoforte
- Byrone Berline - fiddle
- Dallas Taylor - batteria
- Joe Lala - congas, timbales, percussioni
- Malcolm Cecil - programmatore sintetizzatore moog

Note aggiuntive
- Stephen Stills, Chris Hillman e Dallas Taylor - produttori (per la Gold Hill Enterprises)
- Ronald Albert - ingegnere del suono, ingegnere del mixaggio
- Howard Albert - ingegnere del suono, ingegnere del mixaggio[3]